# Walther Plugge
Walther Plugge (* 16. März 1886 in Dortmund; † 1960 in Bonn) war ein deutscher Rechtsanwalt, Notar und Urheberrechtler.

## Leben
Nach dem Abitur am Gymnasium in Dortmund studierte Walther Plugge Rechtswissenschaften. An der Universität Jena wurde er 1906 Mitglied des Corps Saxonia. Nach der Promotion zum Dr. jur. und den juristischen Staatsexamen sowie Heimkehr aus dem Ersten Weltkrieg war er ab 1917 als selbständiger Anwalt tätig. Er wurde Syndikus und stellvertretender Leiter der Wirtschaftsstelle für das deutsche Zeitungswesen. 1923 übernahm er die anwaltliche Vertretung der deutschen Filmindustrie. Er wurde Syndikus des Verbandes der Filmindustriellen und 1925 geschäftsführendes Vorstandsmitglied des Arbeitgeberkartells der Filmindustrie. 1927 wurde er Notar.
Plugge war 1928 deutscher Vertreter auf der internationalen Urheberrechtskonferenz in Rom und auf der diplomatischen Konferenz zum Abbau der Aus- und Einfuhrbeschränkungen in Genf. Im gleichen Jahr gründete er das Reichskartell der Musikveranstalter Deutschland zur Abwehr übersteigerter Tantiemeforderungen, deren Leitung er übernahm.
Nach dem Zweiten Weltkrieg war er als Rechtsanwalt in Düsseldorf tätig.

## Auszeichnungen
- Verleihung des Bandes des Corps Saxonia Bonn, 1922[2]
- Verleihung der Ehrenmitgliedschaft des Corps Saxonia Jena[1]

## Schriften
- Das erste Jahr Verband der Filmindustriellen, 1924
- Film und Gesetzgebung, 1925
- Der Film als Industrie, 1926
- Tätigkeitsbericht der Spitzenorganisation der Deutschen Filmindustrie e.V.: erstattet für die Zeit vom 1. August 1928 bis 31. Oktober 1929, 1929
- Das musikalische Tantiemerecht in Deutschland, 1930
- Die großen Koalitionen der Urheber, der Verbreiter von Geisteswerken, der ausübenden Künstler, sowie deren Beziehungen zueinander, 1955